# 宮城県道243号大塩小野停車場線
宮城県道243号大塩小野停車場線（みやぎけんどう243ごう おおしおおのていしゃじょうせん）は、宮城県東松島市大塩とJR仙石線陸前小野駅とを結ぶ一般県道である。

## 路線概要
- 起点：宮城県東松島市大塩
- 終点：陸前小野駅
- 実延長：6,091.1 m

## 通過する自治体
- 宮城県
  - 東松島市

## 接続する道路
- 宮城県道204号河南鳴瀬線
- 国道45号

## 重複区間
- 国道45号：宮城県東松島市矢本上沢目 - 同市牛網（小野駅前交差点）

## 別名
- 東浜街道

## 周辺
- 鷹来の森運動公園
- アトムサーキット
- 願成寺
- 鹿石神社